# فوق القبور تحت القمر
فوق القبور تحت القمر رواية للكاتب المغربي محمد عز الدين التازي الحاصل على جائزة المغرب للكتاب عام 1977، وجائزة السلطان بن علي العويس الثقافية في القصة والرواية عام 2013 وجائزة فاس للثقافة والإعلام لسنة 1976وجائزة المغرب للكتاب عام 1977 وجائزة الطيب صالح للرواية لعام 2013 عن رواية (يوم اخر فوق الأرض). نشرت سنة 1988، عن منشورات العيون بالدار البيضاء. تُعد واحدة من أبرز أعماله، حيث تقدم رؤية عميقة حول المجتمع المغربي وتاريخه، مع التركيز على التغيرات الاجتماعية والثقافية.

## نبذة
تتمحور الرواية حول قضايا ومواضيع متنوعة، تتوزع حول مايلي: العمق الوجودي والفلسفي: تتناول الرواية قضايا الموت والحياة، الزمان والمكان، والذات الإنسانية. العنوان نفسه "فوق القبور تحت القمر" يحمل دلالات عميقة حول التناقض بين فناء الجسد (القبور) واستمرار الحياة والوجود (القمر). المكان كشخصية رئيسية: يهتم التازي بالمكان كفاعل في الأحداث. في أعماله بشكل عام، يُعطي أهمية كبيرة للمدن والمواقع، حيث تصبح جزءًا من السرد. نقد الواقع: على الرغم من طابعها التجريبي والرمزي، فإن الرواية تحمل في طياتها نقدًا للواقع الاجتماعي والسياسي، وتُعبّر عن حالة من القلق والبحث عن المعنى في عالم مضطرب.

## الأسلوب
تتميز الرواية بمجموعة من الخصائص الأسلوبية والفنية منها: التجريب في الشكل السردي: حيث يمتزج الواقعي بالمتخيل، بكسر الأشكال السردية التقليدية، والانفتاح على عوالم الأحلام والكوابيس والترميز، فالكاتب "مختبر سردي" للتجريب والابتكار في الكتابة والتجديد. والتشظي والتصدع: يظهر التشظي والتعدد في الخطاب الروائي، مما يعكس تصدع العالم والكائنات، ويعبر عن تعقيدات الواقع. واعتماد اللغة الشعرية والتصويرية، مما يضيف جمالية على السرد ويعبر عن المشاعر الإنسانية بعمق. والواقعية والرمزية: تجمع الرواية بين الواقعية والرمزية، حيث تعكس الواقع الاجتماعي والسياسي للمجتمع المغربي، وتستخدم الرموز لتعبر عن أفكار ومشاعر أعمق. والاهتمام بالتفاصيل: تتميز الرواية بالاهتمام بالتفاصيل، حيث يولي الكاتب أهمية كبيرة للوصف الدقيق للمكان والزمان والشخصيات، مما يخلق جوًا روائيًا غنيًا ومؤثرًا.

## الاستقبال
وفقًا للناقدة سلمى براهمة، فإن عالم الروائي للتازي يتميز بغياب اليقين والحوار بين الماضي والحاضر، مما ينعكس على بنية النص الروائي التي تتسم بالتشظي والتصدع. هذا التشظي ليس فقط تقنيًا، بل يحمل دلالة رمزية على تصدع العالم والكائنات، كما هو واضح في رواية "فوق القبور تحت القمر" التي تتميز ببعدها الأطروحي.